# Marano Lagunare
Marano Lagunare (friuli nyelven Maran) település Olaszországban, Friuli-Venezia Giulia régióban, Udine megyében. Lakosainak száma 1713 fő (2023. január 1.). Marano Lagunare Carlino, Grado, Latisana, Lignano Sabbiadoro, Muzzana del Turgnano, Palazzolo dello Stella, Precenicco és San Giorgio di Nogaro községekkel határos.

## Népesség
A település népességének változása:
| Lakosok száma | 1997 | 1811 | 1713 |
|               | 2008 | 2018 | 2023 |

## Testvérvárosok
- Schweighouse-sur-Moder, Franciaország